# Бразополіс
Бразополіс (порт. Brasópolis) — муніципалітет в Бразилії, входить до складу штату Мінас-Жерайс. Є складовою частиною мезорегіону Південь і південний захід штату Мінас-Жерайс. Входить до економічно-статистичного мікрорегіону Ітажуба. Населення становить 16 240 чоловік (станом на 2006 року). Займає площу 361,160 км².
Місто засновано 16 вересня 1901 року.